# Choseng Trungpa
Choseng Trungpa Rinpoché est le 12e et actuel Trungpa Tulkou et successeur de Chögyam Trungpa Rinpoché. Il est né le 6 février 1989 dans le village de Pawo, à Dege, dans l'Est du Tibet, le Kham. Il fut reconnu par Taï Sitou Rinpoché en 1991. Il a été intronisé une année plus tard au monastère de Surmang par son oncle, Damkar Rinpoché, un haut lama Kagyupa. Il a étudié les traditions de Surmang sous la tutelle de Kenla, un moine avancé et âgé, et a reçu son éducation monastique primaire au shedra au monastère de Palpung. 
Le nom Chöseng est une contraction de Chökyi Sengé, qui signifie le « Lion du Dharma ». 
En 2001, il a rencontré pour la première fois Sakyong Mipham Rinpoché, le fils de son incarnation précédente, le Vidyadhara Chögyam Trungpa Rinpoché.